# トルコ＝カルヴァン派

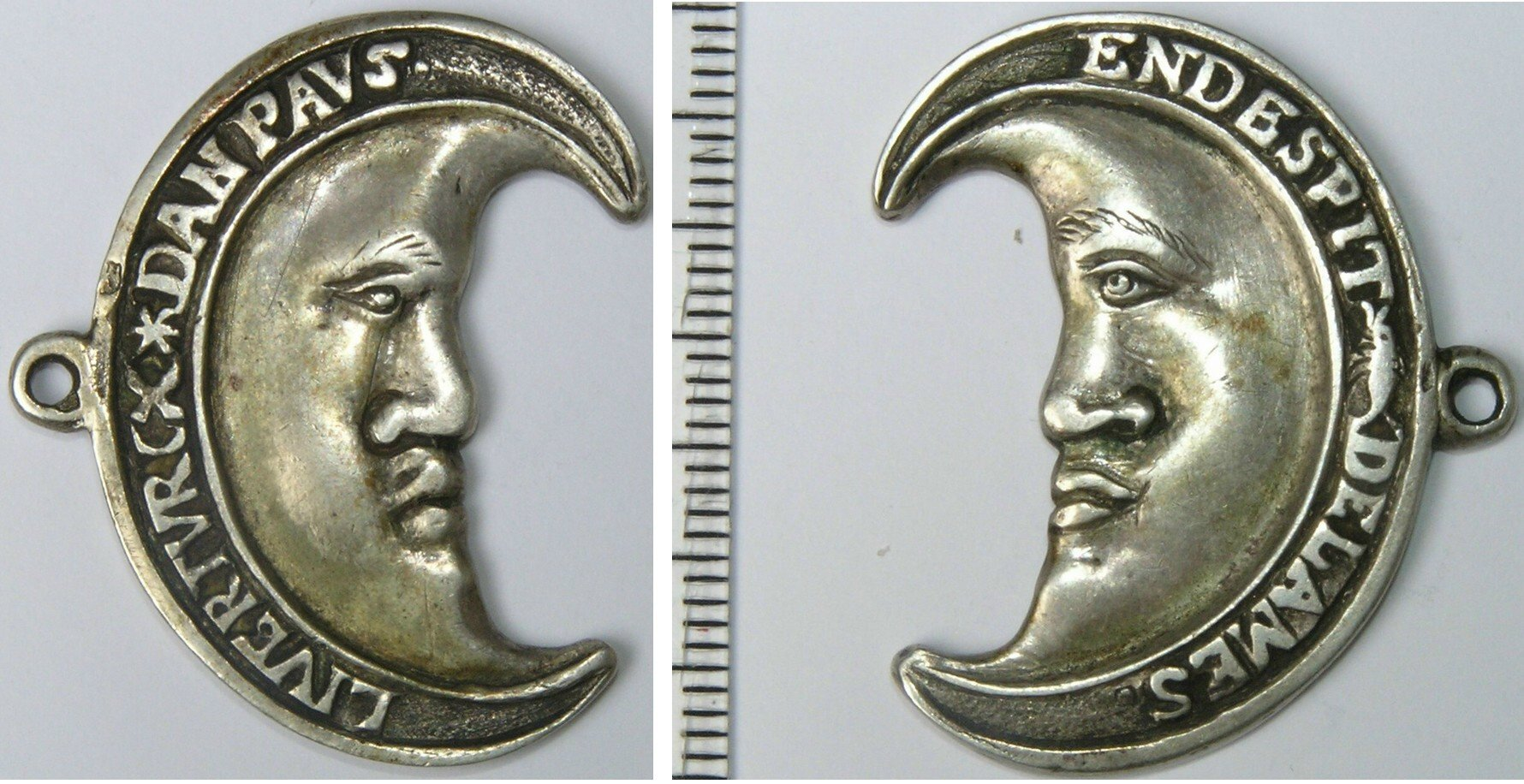
オランダの三日月形をしたコインである乞食貨(Geuzen medal)。1570年スペインからの独立戦争時のもの。上にLiver Turcx dan Paus（教皇よりもトルコ）と刻まれている。

トルコ＝カルヴァン派は、16世紀のプロテスタントとオスマン帝国の同盟や和解を指す。
宗教改革がヨーロッパで生存をかけた戦いを続けている時や、1567年の偶像破壊運動が始まった時、さらに、オスマン帝国が東南ヨーロッパを支配するための戦いとして、カトリックのハプスブルク家に対抗するために、この和解がなされた。この和解は、16世紀初頭、フランソワ1世によって締結されたフランス＝オスマン同盟につながっている。
特にオランダ人はこれらの関係に関与していた。使節を派遣しあい、スルタンの承認のもとで、アントウェルペンにオスマンの貿易センターが作られた。そこでは、4人のギリシア人が職務を果たすことができた。この和解はアントウェルペンと西海岸に発展に刺激をもたらした。1612年までに、オランダは、フランス(1534年)やイングランドに次いで、オスマン帝国に公式な大使館を設立した。